# Ptereleotris microlepis
Espèce
Ptereleotris microlepis est une  espèce de poissons du genre Ptereleotris appartenant à la famille des Ptereleotridae.